# Pararaphidoglossa confluenta
Pararaphidoglossa confluenta är en stekelart som först beskrevs av Fox 1899.  Pararaphidoglossa confluenta ingår i släktet Pararaphidoglossa och familjen Eumenidae. Utöver nominatformen finns också underarten P. c. simillima.